# Paolo Daniele Zanotti
Paolo Daniele Zanotti (ur. 27 października 1964) – sanmaryński piłkarz występujący na pozycji obrońcy, reprezentant San Marino w latach 1990–1992.

## Kariera klubowa
Zanotti w latach 1990–1993 grał w sanmaryńskim klubie SP La Fiorita.

## Kariera reprezentacyjna
5 grudnia 1990 zadebiutował w reprezentacji San Marino w przegranym 0:6 meczu z Rumunią. Ogółem w latach 1990–1992 Zanotti rozegrał w drużynie narodowej 2 oficjalne spotkania, nie zdobył żadnej bramki.